# 14071 Gadabird
14071 Gadabird este un asteroid din centura principală de asteroizi.

## Descriere
14071 Gadabird este un asteroid din centura principală de asteroizi. A fost descoperit pe 11 mai 1996 la Kitt Peak National Observatory în cadrul proiectului Spacewatch. Asteroidul prezintă o orbită caracterizată de o semiaxă mare de 2,86 ua, o excentricitate de 0,05 și o înclinație de 3,1° în raport cu ecliptica.